# Arvejada
La arvejada es un plato tradicional del departamento de Tarija, en Bolivia.

## Ingredientes y consumo
Los ingredientes de la arvejada son arvejas, cebolla picada, papas fritas, huevo o maní, perejil, palillo, sal, comino y pimienta al gusto, todo acompañado de arroz y una ensalada de tomate y cebolla fresca. Ocasionalmente se añade queso. Este platillo puede consumirse en varios lugares de Tarija, como por ejemplo el Mercado Central de Tarija y el Mercado Campesino de la ciudad. En 2024 el platillo fue seleccionado para participar en la Feria Gastronómica del Mercado Central de Tarija.
También es usual su consumo durante la Semana Santa, época en la que tradicionalmente se comen doce platos en Bolivia, todos ellos sin carne.

## Historia
Según el gastrónomo Pedro Guereca, si bien el saice es el plato más representativo de Tarija, la arvejada es el único platillo de esta región que solo se prepara y consume en este departamento, pues no puede encontrarse en otros lugares de Bolivia. El saice, por ejemplo, lleva chuño y carne molida, dos ingredientes que no son de la zona. En cambio, los ingredientes de la arvejada son todos tarijeños y la fuente principal de proteina del platillo es el huevo. 